# Delphacodes bellicosa
Delphacodes bellicosa är en insektsart som beskrevs av Frederick Arthur Godfrey Muir och Giffard 1924. Delphacodes bellicosa ingår i släktet Delphacodes och familjen sporrstritar. Inga underarter finns listade i Catalogue of Life.